# Roman Dąbrowski (piłkarz)
Roman Dąbrowski, Kaan Dobra (tur.) (ur. 14 marca 1972 w Głuchołazach) – polski i turecki piłkarz, występujący na pozycji napastnika i skrzydłowego, a także trener.
Jest wychowankiem klubu LZS Meszno. Później grał w klubie Czarni Otmuchów. W Polsce grał jeszcze w Unii Krapkowice i Ruchu Chorzów. Od sezonu 1994/1995 występował już wyłącznie w tureckich klubach, kolejno w: Kocaelisporze, Beşiktaşie, Antalyasporze i znowu w Kocaelisporze. Był pierwszym zawodnikiem występującym w polskiej lidze, który ubezpieczył swoje nogi. Zawodnik ten przyjął tureckie obywatelstwo i nazwisko Kaan Dobra.
5 razy wystąpił w reprezentacji Polski, nie strzelając bramki. Jest mistrzem Turcji (2003) i dwukrotnym zdobywcą Pucharu Turcji (1997, 2002).

## Reprezentacja Polski
| lp. | Data              | Miejsce   | Przeciwnik       | Rezultat | Rozgrywki  | Grał   | Uwagi |
| --- | ----------------- | --------- | ---------------- | -------- | ---------- | ------ | ----- |
| 1.  | 13 kwietnia 1994  | Cannes    | Arabia Saudyjska | 1-0      | towarzyski | 90'    |       |
| 2.  | 4 maja 1994       | Kraków    | Węgry            | 3-2      | towarzyski | do 45' |       |
| 3.  | 20 listopada 2002 | Kopenhaga | Dania            | 0-2      | towarzyski | do 64' |       |
| 4.  | 12 lutego 2003    | Split     | Chorwacja        | 0-0      | towarzyski | od 58' |       |
| 5.  | 20 sierpnia 2003  | Tallinn   | Estonia          | 2-1      | towarzyski | do 76' |       |